# Aciotis acuminifolia
Aciotis acuminifolia är en tvåhjärtbladig växtart som först beskrevs av Carl Friedrich Philipp von Martius och Dc., och fick sitt nu gällande namn av José Jéronimo Triana. Aciotis acuminifolia ingår i släktet Aciotis och familjen Melastomataceae. Inga underarter finns listade i Catalogue of Life.